# Good wood plaza
Good wood plaza — первое многоэтажное здание из дерева в России. Несущий каркас здания выполнен из клееных деревянных конструкций. 30 января 2016 года здание было внесено в Книгу рекордов России как самое высокое строящееся офисное здание из дерева с показателем высоты 19,754 м.

## Общие характеристики здания
- Высота здания — 19,754 м
- Количество этажей — 4
- Количество уровней — 6
- Общая площадь здания — 3400 м²
- Площадь деревянной части здания — 2880 м²
- Площадь остекления — 1500 м²
- Расчетное количество рабочих мест — 300
- Количество солнечных панелей — 92 шт. по 260 Вт
- Инфраструктура: столовая, участки физической активности, кафе в зоне приема гостей, актовый зал, кинозал, медиа-центр, 30 переговорных разных размеров, выход на две эксплуатируемые кровли.
- Группа архитекторов: Сергей Тишкин, Надежда Ширяева, Ксения Лоткова, Елена Дубовенко.
- Группа конструкторов: Артем Нарейко, Максим Юрьев, Дмитрий Пузыревский, Александр Прищепенко.

## Технические характеристики и конструктив здания
Конструктив здания — стоечно-ригельная система, с вертикальными связями и системой конструктивных подкосов.
- 60 колонн: сечение 280 × 800 мм, высота — 12 м
- Колонны связаны ригелями в количестве 451 шт., сечение — 180 × 390 мм
- Ячейки — 4,5 × 4,5 м
- Ещё одним элементом несущих конструкций являются 234 деревянных подкоса сечением 180×390 мм. Подкосы прикреплены таким образом, чтобы напоминать крону деревьев.
- Нагрузку с кровли и перекрытий передают колонны на металлические базы, максимальная нагрузка на которые составляет 55 т, при несущей способности — 80 т
- Ограждение несущей конструкции — стекло. Формула стеклопакета: 8 StopRay Vision 60T(зак)-14Ar-6-14Ar-6 TopN T (зак)
- 2 эксплуатируемые плоские кровли.
- Угол наклона кровли — 7 градусов. Покрытие кровли — мягкая черепица SHINGLAS производства компании «ТЕХНОНИКОЛЬ».

Проверка конструктива и возведение основных несущих конструкций осуществлялись Александром Погорельцевым — заведующим лабораторией деревянных конструкций ЦНИИСК имени В. А. Кучеренко.

## Цели строительства
- Цель № 1 — репутация дерева как серьёзного строительного материала.
- Цель № 2 — высокая эффективность и гордость сотрудников.
- Цель № 3 — выставка инновационных технологий деревянного домостроения. Экскурсии для начинающих и опытных участников рынка.

## Инновации и особенности
GOOD WOOD PLAZA — первое в своем роде здание, аналогов которому в России не существует. В связи с этим в процессе проектирования и строительства пришлось находить или изобретать решения, которые стали уникальными для России и деревянного домостроения в целом.
Такими инновационными решениями стали:
- Скрытые крепления ALUMIDI итальянской компании ROTHOBLAAS
- Кровельные турбинные аэраторы «ТУРБОВЕНТ»
- Зенитные фонари VELUX и принцип их монтажа
- Панорамное мультифункциональное остекление. Формула стеклопакета: 8 StopRay Vision 60T(зак)-14Ar-6-14Ar-6 TopN T (зак)
- Система инженерных коммуникаций. Гибридная вентиляция
- Водосточная система AQUASYSTEM
- Комбинированная система отопления (тёплые полы и воздушное отопление). В летний период система тёплых полов используется для охлаждения здания.
- Солнечные панели — 92 шт., 260 Вт
- Отопление от котла на опилках — отходы производства клееного бруса

## Концепция внутреннего пространства
Помещения в здании объединят рабочее пространство, переговорное пространство и демонстрационные площади, посвященные инновациям в частном домостроении.
1. Рабочее пространство построено по принципу open-space. Этот принцип признан многими ведущими компаниями мира, как наиболее удачный для формирования среды, способствующей эффективному труду людей.
2. Для того, чтобы было удобно работать в группах, не отвлекая коллег, в здании предусмотрено большое количество переговорных комнат, порядка 30 шт. Переговорные рассчитаны на количество от 1 до 150 человек (актовый зал).
3. Большое количество площадей предусмотрено под демонстрационные стенды инновационных технологий загородного домостроения.